# Muhammad Kurd Ali
 (mars 2017).
Si vous disposez d'ouvrages ou d'articles de référence ou si vous connaissez des sites web de qualité traitant du thème abordé ici, merci de compléter l'article en donnant les références utiles à sa vérifiabilité et en les liant à la section « Notes et références ».
 (mars 2017).
Muhammad Kurd Ali (1876-1953) est un intellectuel syrien. Il est considéré comme l’une des grandes figures de la Nahda. Né d'une mère circassienne et d’un père kurde de Suleymania, sa famille descend de la dynastie kurde Ayyoubide.
Il maîtrise le français et le turc. Il exerce le métier de journaliste et écrit de nombreux ouvrages.

## Activités et formation
Muhammad, fils de `Abd Ar-Razzâq, lui même fils de Muhammad Kurd `Alî, naît à Damas en 1876. Son père est kurde et sa mère circassienne. La famille de son père est originaire de Sulaymâniyyah, ville de la province de Mossoul, en Irak. Il grandit dans une famille noble. Il reçoit son enseignement primaire à l’école Kâfil Sîbây où il apprend à lire, à écrire et à compter. Il y reçoit également des notions de sciences islamiques et de sciences physiques. Il s’inscrit pour ses études secondaires, à la médersa Ar-Rushdiyyah. Il y apprend le turc et le français. L’enseignement du français étant insuffisant à l’école, son père engage un professeur à domicile. Celui-ci lui enseigne l’orthographe et la grammaire de la langue française pendant trois ans. A cette époque, il se découvre un intérêt pour la lecture des livres et des journaux arabes, turcs et français. Il trouve une grande aide en son père, pourtant analphabète. Celui-ci l’aide à acquérir les livres qu’il veut.
Il entre en contact avec nombre de savants damascènes réputés : le Sheikh Tâhir Al-Jazâ’irî, le Sheikh Salîm Al-Bukhârî ou le Sheikh Muhammad Al-Mubârak. Il étudie auprès d’eux des ouvrages de littérature, de linguistique, de rhétorique, de droit, d’exégèse et de philosophie. Il domine ainsi l’héritage culturel arabe et s’en fait une idée précise.
Il ne néglige pas les grands auteurs français : Voltaire, Rousseau et Montesquieu, ni d’autres auteurs européens : Bentham ou Spencer[réf. nécessaire]. Il consulte assidûment les périodiques français qui parviennent jusqu’à Damas.
Après ses études secondaires, il entre dans l’administration en 1892. Il occupe un poste de secrétaire au Ministère des Affaires étrangères, à 17 ans. Sa maîtrise du français et du turc lui permet rester à ce poste pendant six ans. Il y rédige des articles pour les journaux locaux. Il poursuit en même temps des études en français pendant deux ans à l’école des Lazaristes. Il étudie la physique et la chimie dans cette langue, pour gagner en aisance. Il apprend le persan, qu'il oubliera faute d’exercice régulier.

## Le journaliste
Il écrit dans la presse plusieurs années. Muhammad Kurd `Alî acquiert de l'expérience et de la maturité. Son style est assuré et ses analyses précises. Ces qualités journalistiques lui ouvrent les portes de la rédaction de la revue hebdomadaire Ash-Shâm (Syrie). C'est la première revue née à Damas. Il y travaille à partir de 1897 pendant trois ans. Il noue des liens avec la revue égyptienne Al-Muqtataf (Citations). Le patron s’était plaint à Shakîb Arslân, célèbre émir libanais et autorité incontestée de la littérature arabe, d’être seul à la rédaction. Il affirmait avoir besoin de recruter un journaliste. Shakîb Arslân lui propose de contacter Muhammad Kurd `Alî. Ce dernier travaille alors pour la revue égyptienne. Cela lui donne une renommée dans tout le monde arabe.

## Le voyage en Égypte
Muhammad Kurd `Alî souhaite partir en France pour y poursuivre sa formation. Il quitte la Syrie en 1901 et se rend en Egypte d’où il veut rejoindre l’Europe. Au cours de son séjour sur les rives du Nil, il visite le pays, découvre son patrimoine et rencontre ses hommes de lettres et ses penseurs. L’un de ses amis le persuade de rester en Egypte, lui propose un poste au journal Ar-Râ’id Al-Misrî (Le Pionnier égyptien), qu’il accepte. Le jeune journaliste fréquente les écrivains et les milieux intellectuels. Il est assidu aux leçons d’exégèse coranique, deux fois par semaine, données par le Sheikh Muhammad `Abduh à la Mosquée Al-Azhar. un peu moins de dix mois après son arrivée, il fuit la peste qui sévit en Egypte et retourne à Damas,.
A Damas, il est inquiété par les autorités politiques et par les menées de ses ennemis. Il revient en Egypte en 1905, où il décide de s’établir. Il y fonde la revue mensuelle Al-Muqtabas (Extraits). Elle propose à ses lecteurs les plus belles pages de littérature et poésie ancienne et contemporaine. Il collabore au quotidien Adh-Dhâhir (Le Premier). A la disparition de ce journal, le Sheikh `Alî Yûsuf, directeur du journal Al-Mu’ayyid (Le Supporteur), l’invite à rejoindre sa rédaction. C'est alors le plus grand journal du monde musulman. Muhammad Kurd `Alî y travaille jusqu’en 1908. Il quitte Le Caire après le rétablissement de la Constitution ottomane de 1876 et rentre à Damas.

## Le retour à Damas
Les intellectuels égyptiens ne sont pas les seuls acteurs de la renaissance intellectuelle musulmane au début du XXe siècle. L'élite culturelle d'autres pays arabes participe à cette renaissance, y compris en Syrie.
Muhammad Kurd `Alî poursuit le parcours de son maître à penser, Sheikh Tâhir Al-Jazâ’irî, en menant le mouvement intellectuel en Syrie. A Damas, avec son frère Ahmad, il fonde une imprimerie et un quotidien. Il le nomme une nouvelle fois Al-Muqtabas. Il reprend la publication de la revue mensuelle éponyme, qu’il a fondée au Caire. Il en faire un témoin de la haute culture arabe.
Le quotidien Al-Muqtabas se veut le porte-voix de la liberté et l’instrument de la douleur contre l’injustice et le despotisme. Ses articles combattent l'obscurantisme ; ils appellent à la libération des esprits, parlent de réforme et de renouveau, d’assimiler des techniques modernes, de valoriser les aspects bénéfiques du patrimoine arabo-musulman, de connaître l’histoire de la nation pour que celle-ci ressuscite et se redresse[réf. nécessaire].
Le journal Al-Muqtabas acquiert une grande notoriété[réf. nécessaire]. Le nombre de ses lecteurs augmente. Il est craint, voire redouté, par les hauts fonctionnaires de l’Etat et les grandes personnalités. L’audace d’Al-Muqtabas cause des difficultés à Muhammad Kurd `Alî. Les autorités ottomanes lui créent des ennuis, le poursuivent en justice et font fermer son journal. Un dignitaire turc l’accuse de porter atteinte à la famille sultanienne dans un de ses articles. A de multiples reprises, des plaintes sont déposées contre lui pour le museler. A chaque fois, il est acquitté. La justice estime que ses articles et ses critiques sont motivés par une volonté authentique de réforme. Les campagnes de diffamation et les accusations s’intensifiant, il quitte Damas pour Paris.
Il réside pendant trois mois dans le Quartier Latin. Il y prend la mesure de l’activité intellectuelle en Europe. Il rencontre des hommes politiques et des intellectuels, dont le philosophe Emile Boutroux, avec qui il se lie d’amitié. Il raconte ses impressions à Paris dans une série de trente-cinq articles publiés dans son livre Gharâ’ib Al-Gharb (L’Occident au singulier). A cette époque, écrit Muhammad Kurd `Alî, ce livre "ne contenait en réalité que les singularités de Paris, sans plus" 1.
Il revient à Damas en 1910. Les ennuis reprennent, il doit faire face à de nombreuses plaintes. Il retourne en Europe.
Lors de la Première Guerre mondiale, ses tourments atteignent un paroxysme. Les Ottomans déclenchent une vague d’arrestations contre les indépendantistes arabes, qu'ils soupçonnent d’être à la solde de la Grande-Bretagne. Il ferme sa revue et son journal. Nombre de détracteurs du despotisme sont pendus. Il échappe à la potence grâce à un compte-rendu trouvé au consulat français à Damas. Ce compte-rendu a été rédigé avant la guerre par un fonctionnaire français, qui lui avait rendu visite chez lui. Exploitant sa rancœur vis-à-vis des Unionistes turcs, il lui avait proposé de rallier la politique française en Orient. Kurd `Alî lui avait opposé une fin de non recevoir, lui suggérant plutôt de modifier la politique française en Algérie et en Tunisie.
De même, un bulletin officiel secret faisait mention d’une mise en garde contre Muhammad Kurd `Alî, considéré comme un pro-turc. Ce bulletin, envoyé par l’ambassadeur français à Istanbul aux consuls français au Proche-Orient, fut retrouvé lors de la perquisition des consulats occidentaux au début de la guerre.
Il est blanchi de l’accusation de collusion avec l’ennemi. Le gouverneur militaire ottoman et despote de Syrie, Ahmad Jamâl Pacha, lui demande de reprendre la publication d’Al-Muqtabas. Il réclame une ligne éditoriale alignée sur la politique ottomane. Muhammad Kurd `Alî, craignant de nouvelles accusations de collaboration avec l’Occident s’exécute. Il est ainsi instrumentalisé par les autorités militaires : elles lui dictent ses articles de presse, espérant influencer les masses arabes. Il doit écrire des ouvrages de propagande pro-ottomane censés participer à l’effort de guerre.
En 1915, avec la participation des autorités allemandes, les autorités turques créent le journal arabophone Ash-Sharq (L’Orient). Sa direction est confiée à Muhammad Kurd `Alî. Il est sommé de ne plus signer d’articles dans Al-Muqtabas, et de signer exclusivement dans Ash-Sharq, afin que la renommée de ce quotidien grandisse au sein du monde arabo-musulman.
Pour Muhammad Kurd `Alî, ce n’est qu’un organe de presse germano-turc créé à des fins de propagande. Il éprouve une certaine humiliation d'être instrumentalisé par Ahmad Jamâl Pacha. Après vingt ans de journalisme et d'activités politiques, il est las.
Muhammad Kurd `Alî décide de se tourner vers la recherche académique et littéraire. Il fréquente les plus grandes bibliothèques d’Italie, de Suisse et de Hongrie. Il amasse la matière bibliographique pour son livre Khutat Ash-Shâm (Cartes de Syrie). Il souhaite écrire l’histoire de la Syrie, y décrire sa géographie et sa culture.

## Fondation de l’Académie arabe
L’Empire ottoman est défait. Un royaume arabe naît en Syrie sous l’impulsion du roi Faysal Ibn Al-Husayn. Des institutions d’administrations civiles sont créées. Parmi elles, le Bureau des Savoirs : sa mission est, entre autres, d’arabiser l’administration (alors fortement turcisée) et de rédiger les manuels scolaires. La direction en est confiée à Muhammad Kurd `Alî, assisté de savants syriens.
En 1919, avec l’accord du gouverneur militaire Ridâ Pacha Ar-Rukâbî, le Bureau des Savoirs devient l’Académie arabe de Damas. C'est la première académie du monde arabe. Muhammad Kurd `Alî fait beaucoup d'effort pour fonder cette institution sur le modèle des nations civilisées voulant préserver leur patrimoine culturel et leur langue. Il se bat pour la garder à l'écart des courants politiques et partisans, pour qu’elle reste au service exclusif de la langue et de la littérature arabes. Il crée une revue littéraire publiée par l’Académie. Le premier numéro est publié le 2 janvier 1921. Muhammad Kurd `Alî y écrira quarante et un articles sur la littérature et l’histoire. Il ouvre les portes de l’Académie. Le public se presse aux conférences données par les intellectuels. Muhammad Kurd `Alî donne lui-même soixante-deux conférences.
Muhammad Kurd `Alî restera président de l’Académie arabe toute sa vie, malgré ses autres fonctions. L’Académie sera toujours sa préoccupation.

## Le Ministre de l’Éducation nationale
En 1920, après l'invasion de la Syrie par les forces françaises, Kurd `Alî est nommé ministre de l’Education nationale. Pendant son ministère, il part en France avec une délégation de dix étudiants qui vont poursuivre leurs études universitaires. C'est sa troisième visite. Il s’engage dans une tournée en Europe, pour rencontrer des orientalistes et des savants occidentaux. Il se rend en Belgique, en Hollande, en Angleterre, en Espagne, en Allemagne, en Suisse et en Italie. Il raconte cette tournée à but académique, ainsi que ses trois voyages en Europe, dans son ouvrage : Gharâ’ib Al-Gharb.
Il entre en conflit avec les autorités françaises dirigées par le général Henri Gouraud. Elles cherchent à l’instrumentaliser pour faire accepter par la population locale le mandat français sur la Syrie. Muhammad Kurd `Alî démissionne. Il revient à l’Académie arabe. En 1924, il accepte un poste de professeur de lettres arabes à l’Institut du Droit de Damas.
En 1928, Muhammad Kurd `Alî redevient ministre de l’Education nationale. Le gouvernement est dirigé par le Sheikh Tâj Ad-Dîn Al-Hasanî. Il fonde alors l’Ecole Supérieure de Lettres ; il la rattache à l’Université syrienne; il prépare le terrain à la création de la Faculté de Théologie, elle aussi rattachée à l’Université. L’Université compte ainsi quatre facultés : la Faculté de Médecine, la Faculté de Droit, la Faculté de Lettres et la Faculté de Théologie. Muhammad Kurd `Alî souhaite y ajouter une Faculté de Sciences.
Il quitte définitivement le gouvernement pour se consacrer à la lecture, à l’écriture et à l’Académie. A la fin de sa vie, il publie ses mémoires en quatre volumes. Elles ont un vif retentissement, tout en créant la polémique.

## Héritage intellectuel
Muhammad Kurd `Alî a écrit des dizaines de livres et des centaines d’articles sur des sujets divers : l’histoire, la sociologie, la littérature, la religion, la politique ou la réforme. Son style d’écriture est aisé et précis : Kurd `Alî s’exprime avec finesse, en termes profonds. Il se refuse au style pompeux ou grandiloquent : il cherche à viser juste dans le fond, sans prêter attention à la forme. Il imite en maints endroits le style d’Ibn Khaldûn dans sa Muqaddimah.
Parmi les livres qu’il laisse à la postérité, citons :
1. Khutat Ash-Shâm (Cartes de Syrie), publié en 1925 en trois volumes, l’une de ses œuvres maîtresses ;
2. Al-Islâm wal-Hadârah Al-`Arabiyyah (L’Islam et la civilisation arabe), publié en 1934 au Caire en deux volumes ;
3. Umarâ’ Al-Bayân (Les Princes de l’éloquence), publié en 1937 ;
4. Aqwâlunâ wa Af`âlunâ (Nos Paroles et nos actes), publié au Caire en 1946 et qui contient un certain nombre de ses articles réformistes ;
5. Gharâ’ib Al-Gharb (L’Occident au singulier) ;
6. Dimashq Madînat As-Sihr wash-Shi`r (Damas, ville de poésie et de magie) ;
7. Ghâbir Al-Andalus wa Hâdiruhâ (L’Andalousie, hier et aujourd’hui) ;
8. Al-Qadîm wal-Hadîth (Tradition et modernité), sélection d’articles ;
9. Kunûz Al-Ajdâd (Trésors de nos ancêtres), biographies de personnalités célèbres ;
10. Al-Idârah Al-Islâmiyyah fî `Izz Al-`Arab (L’Administration islamique à l’apogée arabe) ;
11. Ghûtat Dimashq (La Ghûta de Damas) ;
12. Al-Mudhakkirât (Mémoires) en quatre volumes ;
13. Rasâ’il Al-Bulaghâ’ (Epîtres des maîtres de l’éloquence) ;
14. Riwâyat Al-Mujrim Al-Barî’ (Récit du criminel innocent) ;
15. Qissat Al-Fadîlah war-Radhîlah (Histoire de la vertu et du vice) ;
16. Yatîmat Az-Zamân (L’Orpheline du temps), roman, le premier livre publié par l’auteur, en 1894 ;
17. Muktashafât Al-Ahfâd (Découvertes contemporaines) ;
18. Akhlâq Al-Mu`âsirîn (Ethique de nos contemporains).

Muhammad Kurd `Alî édite et publie des livres anciens du patrimoine arabe :
1. Sîrat Ahmad Ibn Tûlûn (Biographie d’Ahmad Ibn Tûlûn) de `Abd Allâh Al-Balawî (Xe siècle), publié en 1939 à Damas ;
2. Al-Mustajâd min Fa`alât Al-Ajwâd (Les Actes de bien des gens de bien) d’Al-Muhassin al-Tanûkhî (Xe siècle), publié en 1946 à Damas ;
3. Târîkh Hukamâ’ Al-Islâm (Histoire des philosophes de l’Islam) de Dhahîr Ad-Dîn Al-Bayhaqî (XIIe siècle), publié en 1946 à Damas ;
4. Kitâb Al-Ashribah (Le Livre des boissons) de `Abd Allâh Ibn Qutaybah (IXe siècle), publié en 1947 à Damas.

Muhammad Kurd `Alî traduit également de nombreux ouvrages de langue étrangère, tels que :
1. Histoire de la civilisation (Târîkh Al-Hadârah) de l’historien français Charles Seignobos ;
2. La Liberté politique (Al-Hurriyyah As-Siyâsiyyah) du philosophe français Jules Simon ;
3. La Liberté de conscience (Hurriyat Al-Wijdân) du même auteur ;
4. La Liberté civile (Al-Hurriyah Al-Madaniyyah) du même auteur.

## Décès
Muhammad Kurd `Alî fut un homme intègre, affable et aimant. Son autobiographie est insérée à la fin de son livre Khutat Ash-Shâm (Cartes de Syrie). Il dit de lui-même 1 :

« Je suis quelqu’un de nerveux dont le sang ne fait qu’un tour. Je suis passionné par la musique arabe ; j’aime la chanson, la bonne compagnie et les plaisanteries ; je suis un amoureux de la nature et des voyages. [...] Je suis un amoureux de l’ordre et de la précision ; j’aime la liberté et la franchise. Je suis un inconditionnel du renouveau, et j’ai pour habitude, lorsque je traite ce thème, de ne pas outrepasser les limites fixées par les fondements sacrés. J’appelle à une réforme intellectuelle progressive, non à une révolution des idées. Je clame la vérité haut et fort. J’attaque sans la moindre compassion les hypocrites, et j’affronte les corrompus et les destructeurs, ce pourquoi, mes ennemis, issus de cette caste, sont nombreux. [...] Je déteste le chaos, et je me sens blessé par l’injustice. Je combats le sectarisme et j’abhorre l’ostentation. Lorsque je mène un combat pour les opprimés, et que j’attaque le clan des sectaires, je combats et j’attaque en règle générale, avec goût et intelligence. J’ai une tendance à la sévérité, qui frise parfois à l’exagération, afin que l’éloquence agisse sur l’esprit de ceux que je souhaite guider, ou au contraire, abattre. »

Ecrivain et académicien, après 76 ans de combat intellectuel et d’œuvres bienfaitrices, Muhammad Kurd `Alî meurt le 2 avril 1953. Il est enterré près de la tombe du Compagnon du Prophète Mu`âwiyah Ibn Abî Sufyân, à Damas.